# Zinkdithionit
Zinkdithionit (chem. Formel ZnS2O4) entsteht aus Schwefeldioxid oder Hydrogensulfiten durch Reduktion mit Zink.

## Gewinnung und Darstellung
Hergestellt wird es durch Einleiten von Schwefeldioxid in eine Wasser-Zinkstaub-Mischung.
{\displaystyle \mathrm {Zn+2\ SO_{2}\rightarrow ZnS_{2}O_{4}} }
oder
{\displaystyle \mathrm {Zn+2\ H_{2}SO_{3}\rightarrow ZnS_{2}O_{4}+2\ H_{2}O} }

## Verwendung
Zinkdithionit wird als Bleichmittel in der Textil- und Papierindustrie eingesetzt. Dabei muss ein Kontakt mit Sauerstoff vermieden werden, da es von Sauerstoff oxidiert und unwirksam wird.
{\displaystyle \mathrm {2\ ZnS_{2}O_{4}+2\ O_{2}+2\ H_{2}O\rightarrow Zn(HSO_{4})_{2}+Zn(HSO_{3})_{2}} }
Aus ökologischen Gründen (keine Belastung des Abwassers mit Zinksalzen) wird es vermehrt u. a. durch Natriumdithionit ersetzt.